# Cuggiono
Cuggiono (Cugiòn en llombard occidental) és un municipi italià, situat a la regió de Llombardia i a la ciutat metropolitana de Milà. L'any 2009 tenia 8.132 habitants.